# Fago del Soldato
Fago del Soldato è un villaggio turistico di piccole dimensioni della Sila situato a circa 5 km da Camigliatello Silano, nel comune di Celico. Immerso tra rigogliosi boschi di pino laricio e faggio a 1450 metri di quota, l'attuale insediamento turistico ospita la Base Logistica "Camigliatello Silano" dell'Esercito Italiano. 

## Storia
La leggenda narra che la località deve il suo nome al rinvenimento, nel luogo ove ora è ubicato il villaggio, del corpo di un militare impiccato ad un faggio dai briganti del luogo. Agli inizi del '900 fu la prima località silana ad essere abitata da un gruppo di tagliaboschi e ne conserva ancora le tipiche costruzioni in legno.

## Prodotti caratteristici
Nella stagione di raccolta, il villaggio diviene un centro di smercio di funghi freschi. 